# 近鐵丹波橋站
近鐵丹波橋站（日语：／ Kintetsu Tambabashi eki */?）是位於京都府京都市伏見區，屬於近畿日本鐵道（近鐵）的京都線車站。車站編號為「B07」。此站可前往丹波橋站轉乘京阪本線。

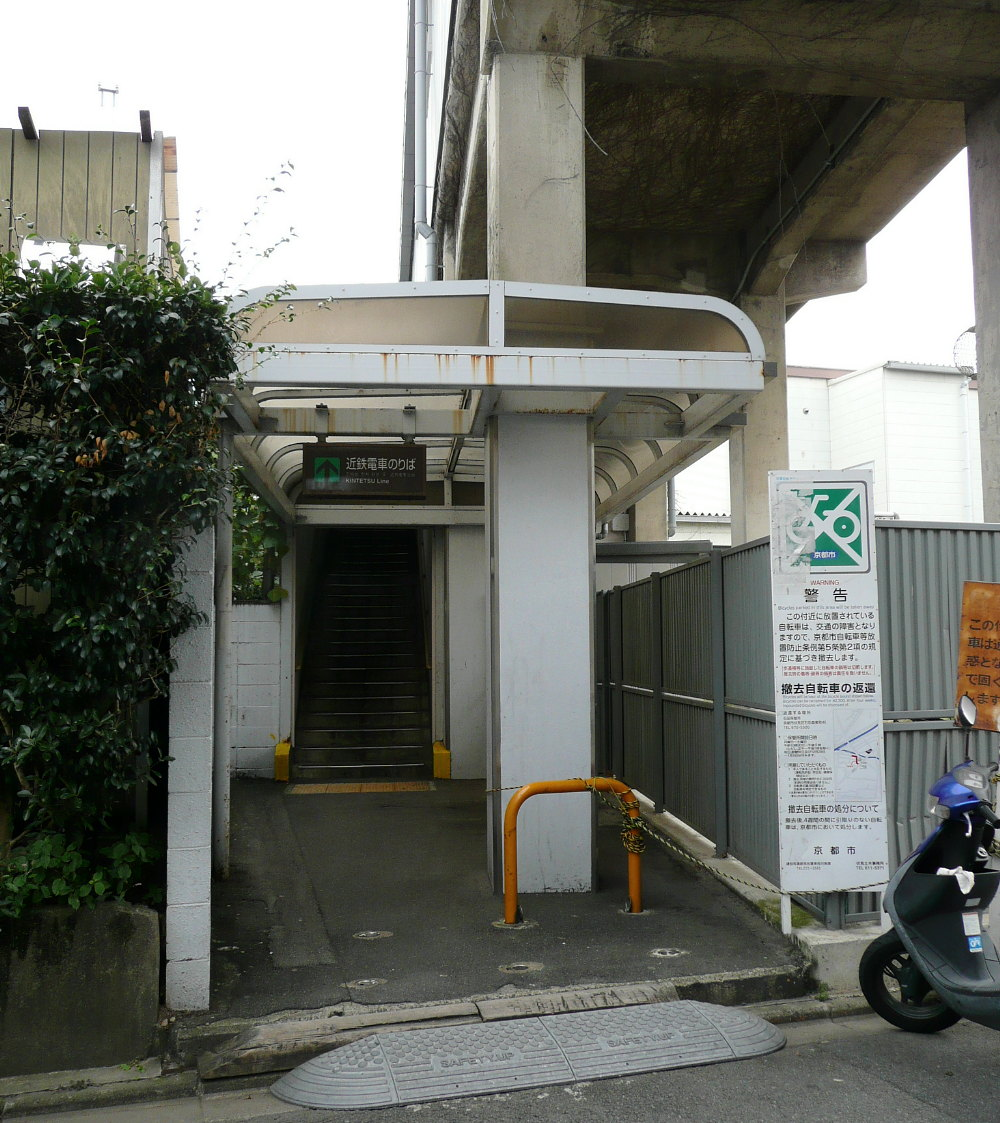
中央出口 (2007年10月)

## 歷史
近鐵京都線的前身是奈良電氣鐵道，在1928年西大寺（現時為大和西大寺）至京都之間開業，此地段的堀内站（日语：／）開業。隨後在1945年12月21日，奈良電氣鐵道的堀内站整合至鄰近京阪神急行電鐵的丹波橋站，並設置貨物側線。
在1945年起，丹波橋站由京阪神急行電鐵管理，與奈良電氣鐵道共構與共站。隨後兩間鐵路公司分別變成京阪和近鐵，以及開始互相直通運行。但是在1968年，由於近鐵京都線將在1969年把架空電纜電壓升至1500V。在升壓後，京阪車輛將不可以在京都線內行走，以及近鐵新引入的大型車輛不能進入京阪線，因此相互將不能進入雙方路線。近鐵的丹波橋站分離至近畿日本丹波橋站，並且廢止互相直通運行。在廢止前的1967年，當時的特急和急行班次是使用現時近鐵京都線月台，而其他班次則使用現時京阪本線的月台。
| | ↑ 京都 方向                                   |             |
| ← 淀屋橋方向 | 丹波橋站鐵道配線略圖（1967年〈昭和42年〉3月） | → 三条 方向 |
| | ↓ 大和西大寺方向                              |             |
| 图例 参考文献：近畿日本鐵道編集，「近畿日本鉄道 100年のあゆみ - 1910～2010」，292頁，圖6-6「丹波橋駅の配線変更（昭和42〜43年）」，2010年。 ※ 5、6號月台（即現時近鐵丹波橋站2、1號月台）為近鐵線専用 |                                               |             |

- 1928年（昭和3年）11月15日 - 奈良電氣鐵道京都至桃山御陵前之間開通，堀内站啟用[2]。
- 1945年（昭和20年）12月21日 - 開始使用京阪神急行電鐵丹波橋站[2]。堀内站因此廢止[1]。
- 1963年（昭和38年）10月1日 - 奈良電気鐵道與近畿日本鐵道合併[2]。
- 1967年（昭和42年）3月29日 - 堀内站遺址設置近鐵京都線専用月台，並暫定開業（在約1年9月之間，還設有班次使用丹波橋站月台）[3]。並建造路軌連接京阪電氣鐵道的丹波橋站。
- 1968年（昭和43年）12月20日 - 不再使用京阪電氣鐵道的丹波橋站月台[2]。與丹波橋站分離，車站改名為近畿日本丹波橋站（日语：／）[1]。
- 1970年（昭和45年）3月1日 - 近畿日本丹波橋站改名為近鐵丹波橋站[1]。
- 1998年（平成10年）3月17日 - 時間表修正，設定為快速急行停車站。
- 2002年（平成14年）3月20日 - 設定為特急停車站。
- 2003年（平成15年）3月6日 - 時間表修正，京都線的快速急行班次廢止。
- 2007年（平成19年）4月1日 - 車站可以使用PiTaPa[4]。
- 2014年（平成26年）10月10日 - 配合觀光特急「Shimakaze」增加京伊路線服務，本站也設定為觀光特急「Shimakaze」的停車站。
- 2017年（平成29年）6月29日 - 車站內進行翻新[5][6]。

## 車站構造
本站為2面2線的相對式月台，並設有跨站式站房的地上車站。月台可容納6卡車廂。月台與車站大廳間透過電梯連接，但大廳與出口之間只有樓梯。月台南邊設有斜路。車站大廳内設有一處閘口和前往京阪電鐵丹波橋站的通道。

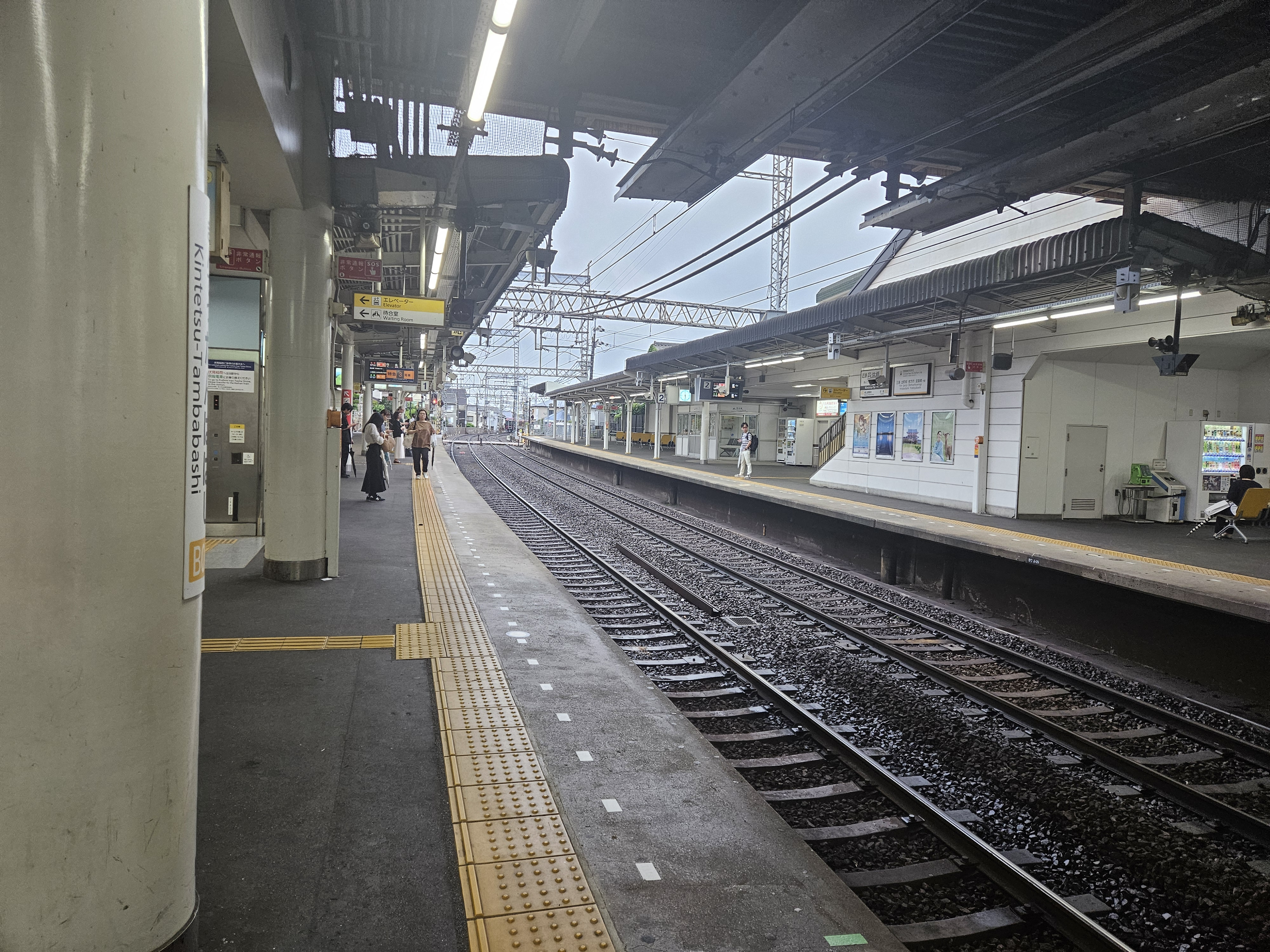
月台（2025年6月）
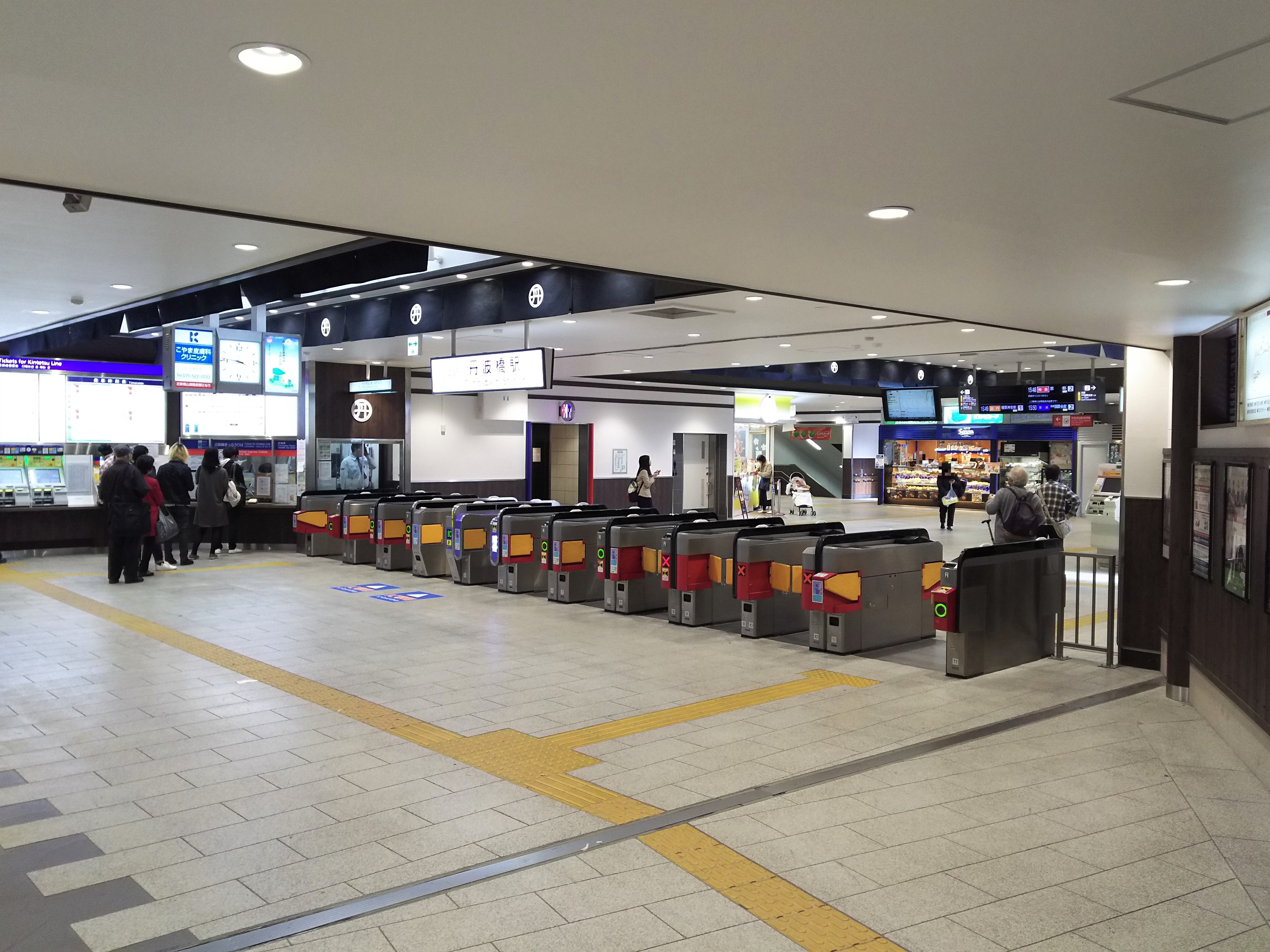
驗票閘口（2017年4月）

### 月台
| 月台 | 路線   | 上下行 | 目的地                                                                     |
| ---- | ------ | ------ | -------------------------------------------------------------------------- |
| 1    | 京都線 | 下行   | 新田邊、大和西大寺、橿原神宮前方面 天理方向 奈良方向 吉野方向 伊勢志摩方向 |
| 2    | 京都線 | 上行   | 京都、京都國際會館方向                                                     |

## 特徴

### 停站列車
- 包括特急列車與觀光特急「Shimakaze」在內，所有定期旅客列車均停此站[7][注 2]。
- 京都方向列車中，準急列車在此站至新田邊站之間各站停車[7]。
- 由於此站沒有待避線，準急和普通列車會在向島站待避特急和急行列車[7]。
- 在2002年起，設定為近鐵特急停車站，在以前，年尾年初的臨時特急起停此站。此外，在1998年至2003年之間曾設定為快速急行停車站。

### 設備、營業上
- 車站設有可使用PiTaPa、ICOCA的自動閘機（日语：自動改札機）和自動補票機（日语：自動精算機）（可支援回數（日语：回数乗車券）卡及IC卡，也可為IC卡增值）。
- 車站也設有櫃臺以及專用自動售票機售賣特急票及定期票[8]。
- 此車站由京都站管理的有人車站。
- 車站設有由近鐵零售（日语：近鉄リテーリング）營運的便利商店（FamilyMart近鐵丹波橋站1號月台店）[8]。

## 使用情況
以下列出近年來1日中上下車人次：
- 2018年11月13日：46,900人
- 2015年11月10日：46,795人
- 2012年11月13日：46,534人
- 2010年11月9日：47,904人
- 2008年11月18日：51,136人
- 2005年11月8日：52,365人

## 車站周邊
- 伏見桃山城
- 桓武天皇陸暮
- 京都教育大學附屬幼稚園（日语：京都教育大学附属幼稚園）
- 京都教育大學附屬桃山小學（日语：京都教育大学附属桃山小学校）
- 京都教育大學附屬桃山中學（日语：京都教育大学附属桃山中学校）
- 京都府立桃山高等學校（日语：京都府立桃山高等学校）
- 伏見京町北郵局
- 京都生活FM（日语：京都リビングエフエム）

## 巴士路線
車站最近的巴士站需歩行5分鐘，沿國道24號前往丹波橋（京都市營巴士、近鐵巴士）/丹波橋站東（京阪巴士）巴士站。
京都市營巴士丹波橋巴士站
- 南8系統：藤森神社 竹田站東出口/中書島 橫大路車廠

近鐵巴士丹波橋巴士站
- 10號（日语：近鉄バス京都営業所#向島団地線）：竹田站東出口（經七瀨川町）/09號：向島站前

京阪巴士丹波橋站東巴士站
- 直通9號（日语：京阪バス山科営業所）：京都橘大學

## 相鄰車站
近畿日本鐵道
 京都線
- □特急停車站（含Shimakaze）

京伊、京橿、京奈特急
京都（B01）－近鐵丹波橋（B07）－高之原（B24）
觀光特急Shimakaze京伊系統
京都（B01）－近鐵丹波橋（B07）－大和西大寺（A26/B26）
■急行、■準急（準急在此站至桃山御陵前之間各站停車）
竹田（B05）－近鐵丹波橋（B07）－桃山御陵前（B08）
■普通
伏見（B06）－近鐵丹波橋（B07）－桃山御陵前（B08）

## 注腳

## 外部連結
- 近鐵丹波橋 - 近畿日本鐵道